# Prélude à l'après-midi d'un faune

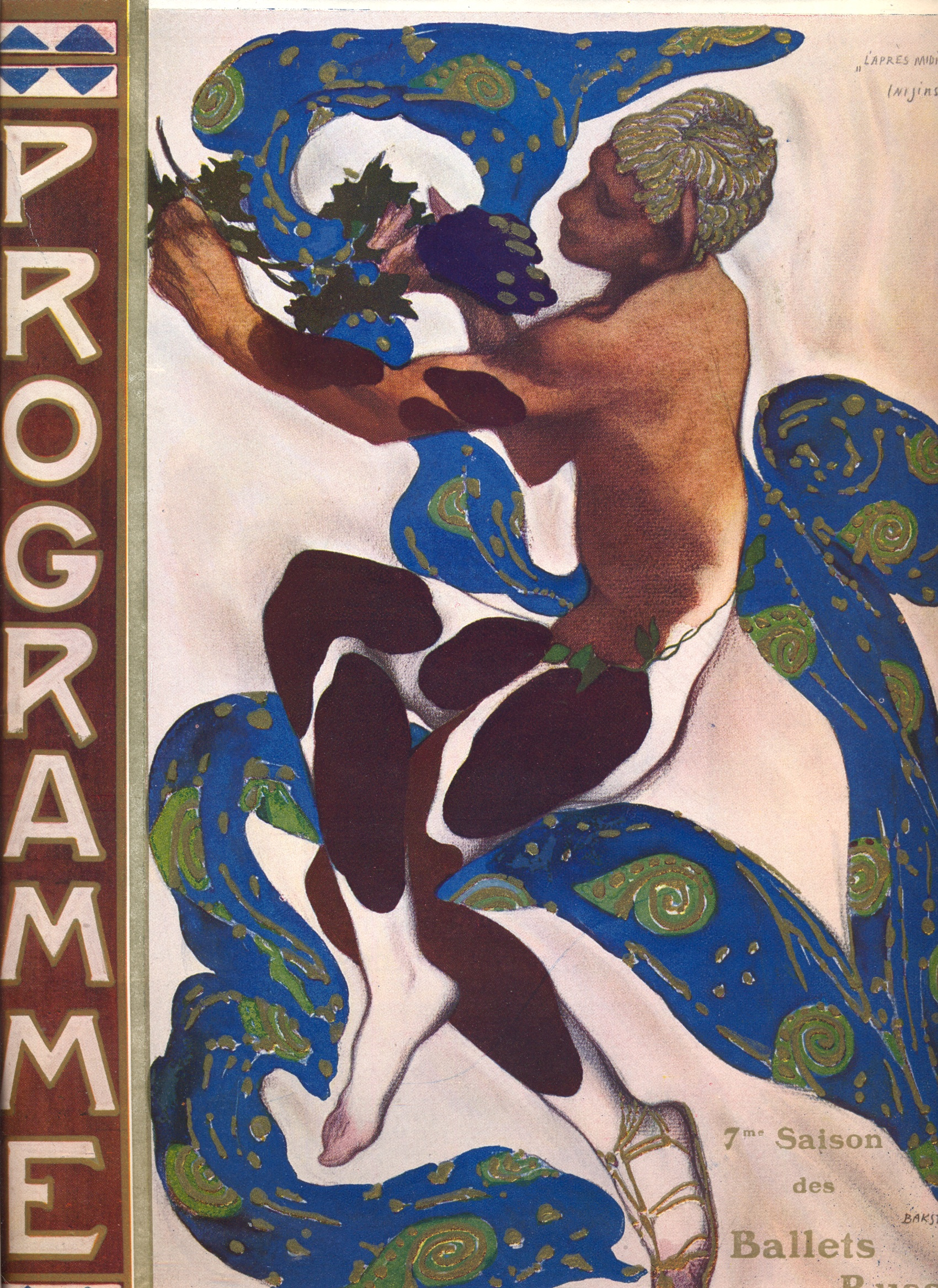
Affiche van Léon Bakst voor de balletuitvoering van Prélude à l'après-midi d'un faune, 1912

Prélude à l'après-midi d'un faune (Voorspel op de namiddag van een Faun) is een symfonisch gedicht voor orkest, gecomponeerd door Claude Debussy. Het stuk, dat ongeveer tien minuten duurt, geldt als een hoogtepunt van het muzikaal impressionisme en als een keerpunt in de moderne muziek. Veel bekendheid verwierf het door de balletuitvoering van Vaslav Nijinsky uit 1912.

## Ontstaan

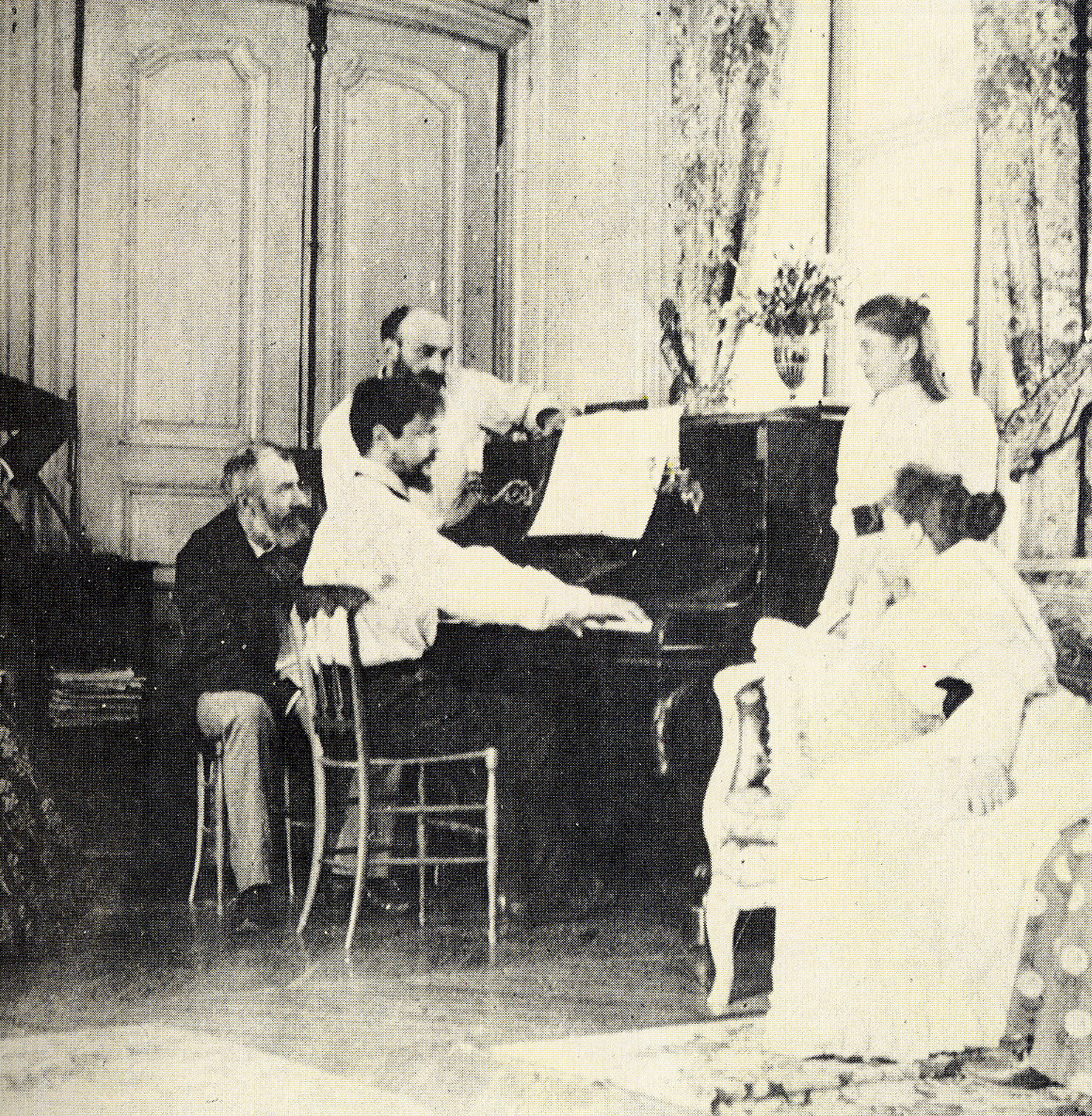
Debussy aan de piano, 1893

Debussy liet zich bij het schrijven van zijn compositie inspireren door het symbolistische gedicht L'après-midi d'un faune van Stéphane Mallarmé, dat met name in impressionistische kringen geliefd was. Eerder was het gedicht, dat verhaalt over een faun en zijn dagdromen op een zwoele namiddag, ook al op doek gezet door kunstschilder Édouard Manet. 
Mallarmés poëzie kent een hoge ‘muzikaliteit’ en trok de aandacht van Debussy na het lezen van een recensie in het symbolistische tijdschrift ‘La Vogue’ in 1887. Sterk onder de indruk van het gedicht begon hij in 1890 te werken aan een versie ter ondersteuning van een declamatie, welke echter nooit werd uitgevoerd. In 1892 begon hij vervolgens te werken aan een suite, Prélude, Interlude et Paraphrase finale sur l’après-midi d’un faune.
Uiteindelijk zou het blijven bij de prelude. In 1893 speelde hij voor het eerst een pianoversie voor vrienden, vervolgens voltooide hij in 1894 de orkestratie, waarna de première plaatsvond op 22 december 1894 te Parijs, bij de Société Nationale de Musique.

## Compositie
Prélude à l'après-midi d'un faune is een stuk voor drie fluiten, twee hobo’s, een althobo, twee klarinetten, vier hoorns, twee harpen, twee crotales en strijkers.

Hoewel het de naam heeft een symfonisch gedicht te zijn is het stuk nauwelijks narratief te noemen. Zelf schreef Debussy over zijn compositie: 
De muziek van deze prelude is een zeer vrije illustratie van het schitterende gedicht van Mallarmé. In géén geval pretendeert ze een samenvatting van het gedicht te zijn. Je hebt in de muziek veel meer te maken met opeenvolgende scènes waarin de verlangens en de dromen van de faun in de hitte van de namiddag aan de orde komen. Vermoeid van het achtervolgen van de angstig vluchtende nimfen, geeft de faun zich uiteindelijk over aan een bedwelmende slaap, waarin zijn dromen van heerschappij over de Universele Natuur, eindelijk waar worden.

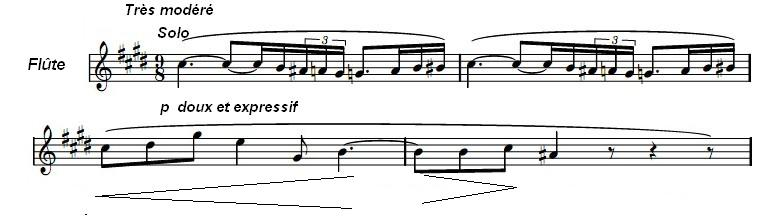
Hoofdthema aan het begin van Prélude à l'après midi d'un faune

Welbeschouwd is Prélude à l'après-midi d'un faune vooral een atmosferische melodie, die een mysterieuze sfeer oproept van nostalgie, dromerigheid en erotiek. De openingsmelodie gold in haar tijd als baanbrekend: er klinkt slechts één instrument, de fluit, als symbool voor de dromende faun. De melodie daalt en stijgt, krult en draait, totdat het orkest invalt. De samenklanken zijn rijk en vol, vanwege de warme kleuren van de houtblazers (fluiten, althobo) en de hoorns, en de afwezigheid van luidruchtige blaas- en slaginstrumenten. Als in een droom kabbelt de muziek voort.

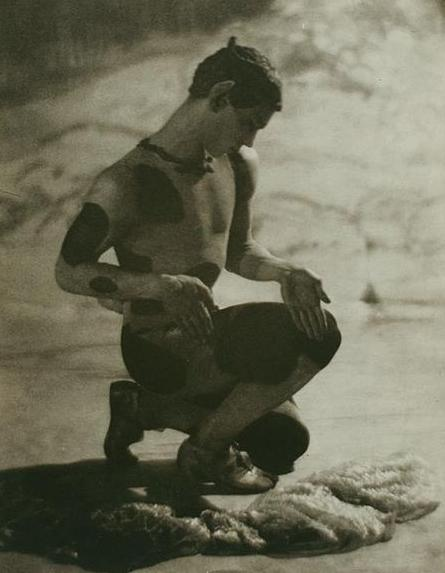
Nijinski tijdens L'après-midi d'un faune

Op het eerste gehoor lijkt Prélude à l'après-midi d'un faune iets improvisioneels te hebben, maar een diepere analyse toont aan dat het stuk een complexe en uitgebalanceerde organisatie kent van motieven en vaak geïsoleerde ritmes. De maat van het langzame hoofdthema schakelt vloeiend over van 9/8 naar 6/8 en vervolgens 12/8. Het gebruik van voicing, met name om boswinden te verbeelden, was geheel nieuw voor zijn tijd. Het stuk is een schoolvoorbeeld van compositorische ‘spaarzaamheid’, in zijn algemeenheid een kenmerk van veel van Debussy’s werk.

## Waardering
Prélude à l'après-midi d'un faune betekende voor Debussy zijn definitieve doorbraak. Hoewel er ook negatieve geluiden waren (Camille Saint-Saëns typeerde het stuk als „net zoveel muziek als het palet van een kunstschilder een schilderij is“), viel het werk, ondanks zijn vernieuwende vorm, een lovende ontvangst ten deel bij zowel bij publiek als critici. 
De populariteit van het stuk nam grootse vormen aan na de balletuitvoering door de Ballets Russes uit 1912, gedanst door Vaslav Nijinsky, in diens eigen choreografie, met een decor en kostuums van Leon Bakst. Als ballet veroorzaakte het destijds een schandaal door de masturbatiebewegingen van Nijinsky aan het einde van het stuk.

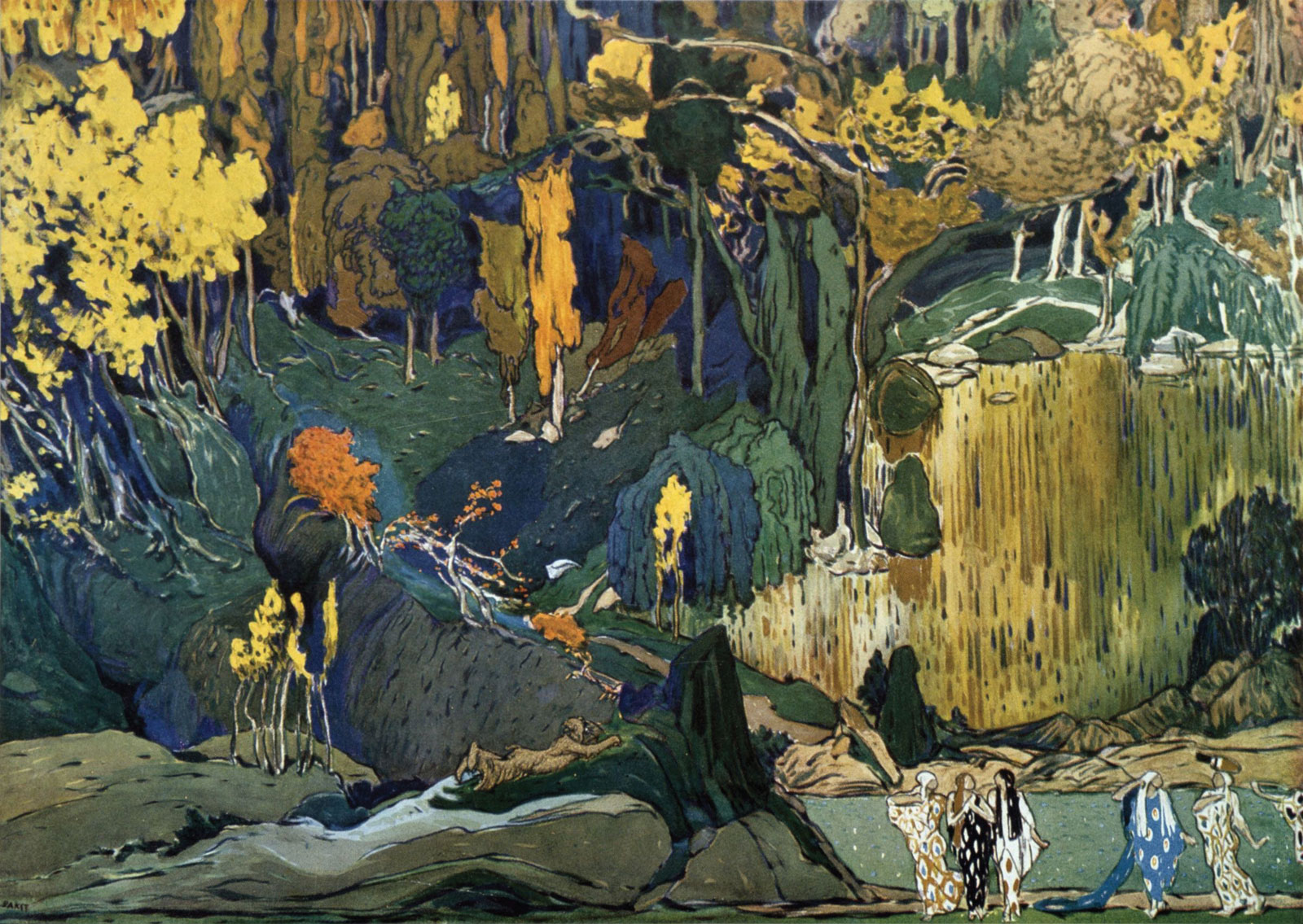
Decor Leon Bakst voor de balletuitvoering van 'L'après-midi d'un faune'

Tegenwoordig wordt Prélude à l'après-midi d'un faune algemeen gezien als een hoogtepunt van het muzikaal impressionisme. Pierre Boulez kenmerkte het stuk als een keerpunt in de moderne muziek. Hij schreef: C’est avec la flûte du faune que commence une respiration nouvelle de l’art musical [...], on peut dire que la musique moderne commence avec L’après-midi d’un faune.  (Het is met de fluit van de faun waarmee de muzikale kunst een nieuwe adem vond […], je kan zeggen dat de moderne muziek is begonnen met 'Prélude à l'après-midi d'un faune').

## Trivia
- In Thomas Manns De Toverberg rekent hoofdpersoon Hans Castorp Prélude à l'après-midi d'un faune tot zijn vijf favoriete muziekwerken. Het stuk brengt hem 'als vanzelf' tot dagdromerijen.
- Prélude à l'après-midi d'un faune wordt als thema gebruikt in meerdere films, waaronder Bruno Bozzetto's bekende animatiefilm Allegro Non Troppo uit 1977.